# Система радиолокационного опознавания
Система радиолокационного опознавания («Свой-чужой») — аппаратно-программный технический комплекс для автоматического отличения своих войск, сил и вооружений от войск, сил и вооружений противника.

## История

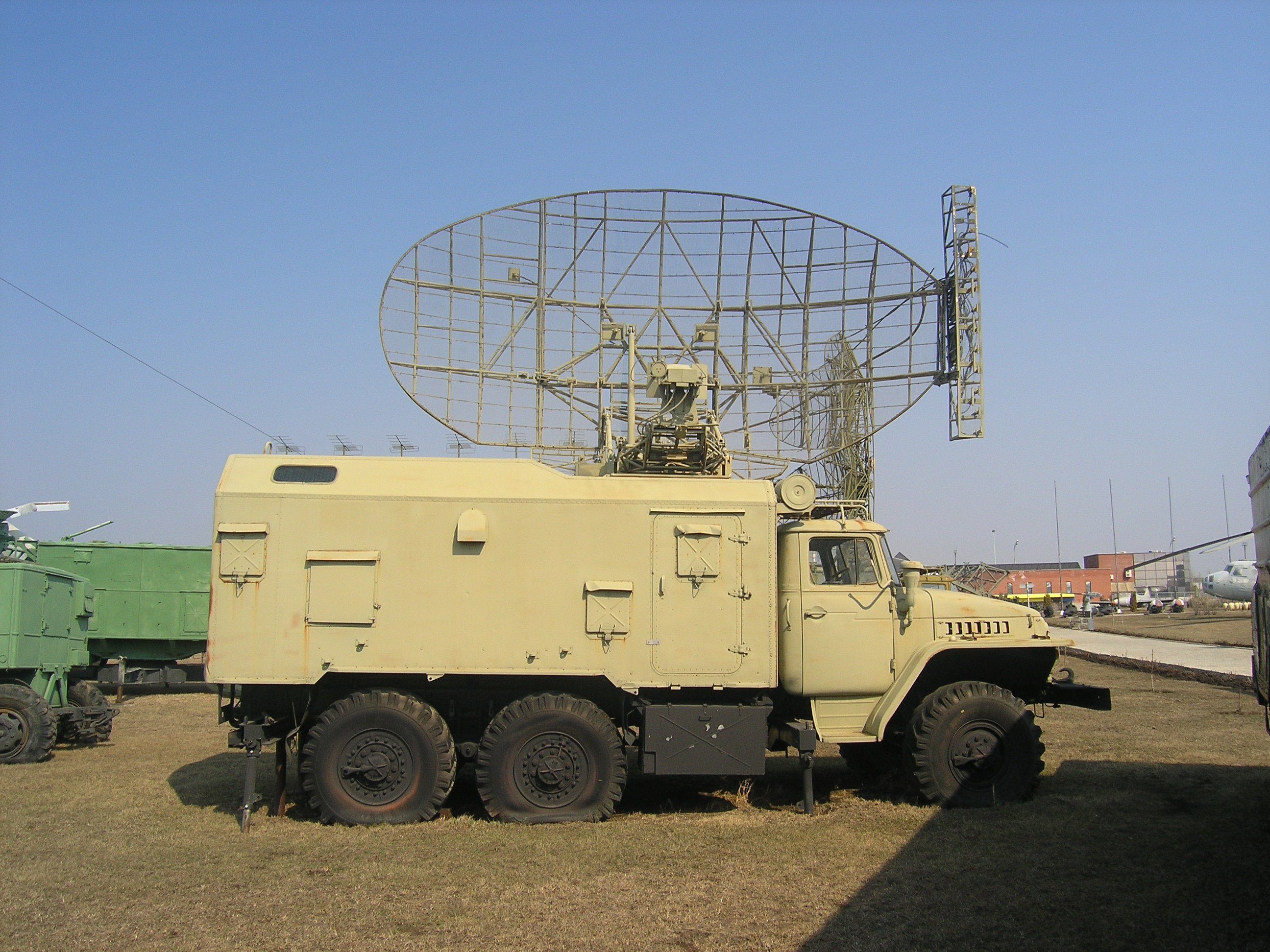
Наземный радиозапросчик НРЗ-4

Исторически предшественником современных систем распознавания можно считать голос (оклик), племенную боевую раскраску первобытных племён или, например, индейцев, татуировки, а позже — флаги, гербы и военную форму одежды.
Позже в вооружённых силах была введена законодательно (уставы) система окликов «свой-чужой» (паролей, отзывов (лозунг) и пропусков). На вооружении и военной технике стали появляться опознавательные знаки.
С появлением радиолокации и других технических систем, требующих быстрого принятия решений о принадлежности боевых технических средств, появилась система опознавания «Свой-чужой» (полное название — общевойсковая система радиолокационного опознавания «свой — чужой»). Первые радиоответчики начали разрабатываться в 30-е годы XX века.
В это же время велись работы и в СССР. После разработки радиолокационной станции РУС-2 принимается решение о создании для работы с ней радиолокационных ответчиков «свой-чужой». Их предполагалось устанавливать на самолёты и корабли. Первые опытные образцы появились ещё до Великой Отечественной войны. Но, в связи с общим неблагоприятным началом боевых действий и эвакуацией промышленности разработка и начало производства задерживались. Первые серийные авиационные радиоответчики СЧ-1 были приняты на вооружение РККА ВС Союза ССР и начали поступать в войска с начала 1943 года.

## В авиации
В 1970-х годах в СССР была введена в эксплуатацию система опознавания «Кремний-2», разработанная Казанским научно-исследовательским электрофизическим институтом. Комплект оборудования состоит из запросчика и ответчика, которые позволяют идентифицировать принадлежность цели. Российскими военными используется станция СРЗО-2, которая является самолетным запросчиком-ответчиком, и станция СРО-2 — только ответчиком. Обе станции входят в систему «Кремний-2».
В 1995 году принято решение о прекращении боевого применения системы опознавания «Кремний-2 (2М)» на территории Российской Федерации и вводе в эксплуатацию единой для стран СНГ системы «Пароль» (изделие 62). Однако полное переоборудование всех воздушных, надводных и наземных объектов на новую систему государственного радиолокационного опознавания «Пароль» так и осталось незаконченным. Если военные объекты были переоборудованы практически полностью, то значительной части гражданских воздушных судов доработка не коснулась.
Минтрансом России 31 октября 2011 года утвержден план вывода из эксплуатации наземных и бортовых средств системы «Кремний 2 (2М)» в гражданской авиации. Вывод из эксплуатации бортовой аппаратуры планируется осуществить в два этапа. Срок выполнения первого этапа установлен до 31 декабря 2011 года. Срок выполнения второго этапа будет определен после разработки и введения в действие Росавиацией бюллетеня по демонтажу аппаратуры «Кремний 2 (2М)» для каждого типа воздушного судна.
Помимо постоянного сигнала идентификации принадлежности воздушного судна, аппаратура может выдавать сигнал «Бедствие», включение которого строго регламентировано руководящими документами.

## В противовоздушной обороне
Используемый в ПЗРК блок целеуказания при разрешающей способности по азимуту 20-30° обеспечивает опознавание целей с вероятностью не менее 0,9, что практически исключает пуски ЗУР по своим объектам. Однако (для модели 1Л14 ПЗРК «Игла») из-за большой ширины диаграммы направленности антенны (до 30° по азимуту и до 70° по углу места), а также из-за наличия задних лепестков этой диаграммы 1Л14 мог сработать от своего самолета, пролетающего вблизи ПЗРК, и заблокировать пуск ракеты по противнику. В таких случаях стрелок мог отключить блокировку пуска.